# スウェーデン文学
スウェーデン文学( スウェーデンぶんがく、スウェーデン語:Svensk litteratur)では、スウェーデン語で書かれた文学やスウェーデン出身の作家について言及する。

## 概要
スウェーデン最古の文学的資料は西暦800年頃のヴァイキング時代に彫られたレーク石碑(Rök Runestone)である。西暦1100年前後のキリスト教改宗によりスウェーデンは中世に入るが、当時の修道士は主にラテン語で文章を書いたため、この時代の古スウェーデン語（Old Swedish）文献はわずかしかない。スウェーデン文学がようやく花開いたのは、スウェーデン語の標準語が成立した16世紀になってからで、標準語成立は聖書が1541年にスウェーデン語に全訳されたのが大きい。この翻訳聖書は、グスタフ1世聖書（Gustav Vasa Bible）と呼ばれている。
教育水準の向上と、社会の世俗化（宗教的規範の希薄化）によってもたらされた自由な空気とにより、17世紀には幾人もの特筆すべき作家がスウェーデン語を発達させた。重要な人物として、最初にスウェーデン語で古典詩を書いたゲオルク・シェルンイェルムGeorg Stiernhielm(17世紀)、最初に流麗なスウェーデン語の散文を書いたJohan Henric Kellgren(18世紀)、最初にバーレスクなバラッドを書いたカール・ミカエル・ベルマン(18世紀後半)、社会派リアリズム作家・劇作家として国際的な名声を得たヨハン・アウグスト・ストリンドベリ(19世紀後半)らがいる。20世紀前半にも著名な作家が続けて現れ、セルマ・ラーゲルレーヴ(1909年にノーベル文学賞を受賞)、ペール・ラーゲルクヴィスト(1951年にノーベル文学賞を受賞)らがいるほか、1949年から1959年にかけてVilhelm Mobergが執筆した4部からなる連作小説Utvandrarna（「移民者たち」）は、しばしばスウェーデン文学が生んだ最高傑作の一つと考えられている。
最近数十年間では、探偵小説のヘニング・マンケルやミステリー作家のスティーグ・ラーソンなど、国際的に著名なスウェーデン人作家が少数いる。児童文学作家のアストリッド・リンドグレーンもスウェーデン国外で知名度が高く、「長くつ下のピッピ」や「エーミル」などの作品で知られる。

## 古ノルド語
詳しくはルーン石碑を参照。

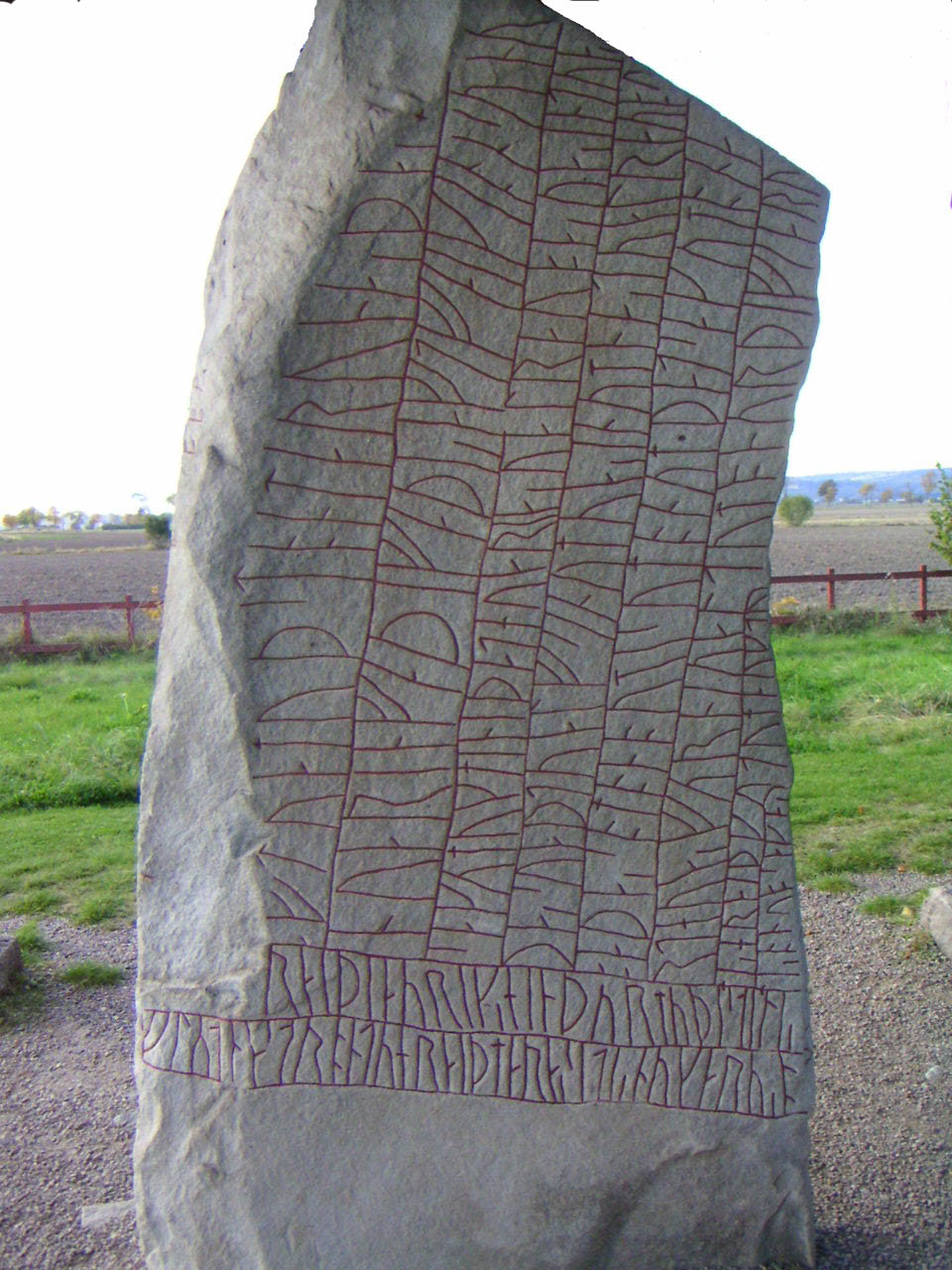
レーク石碑, スウェーデン文学の始まり

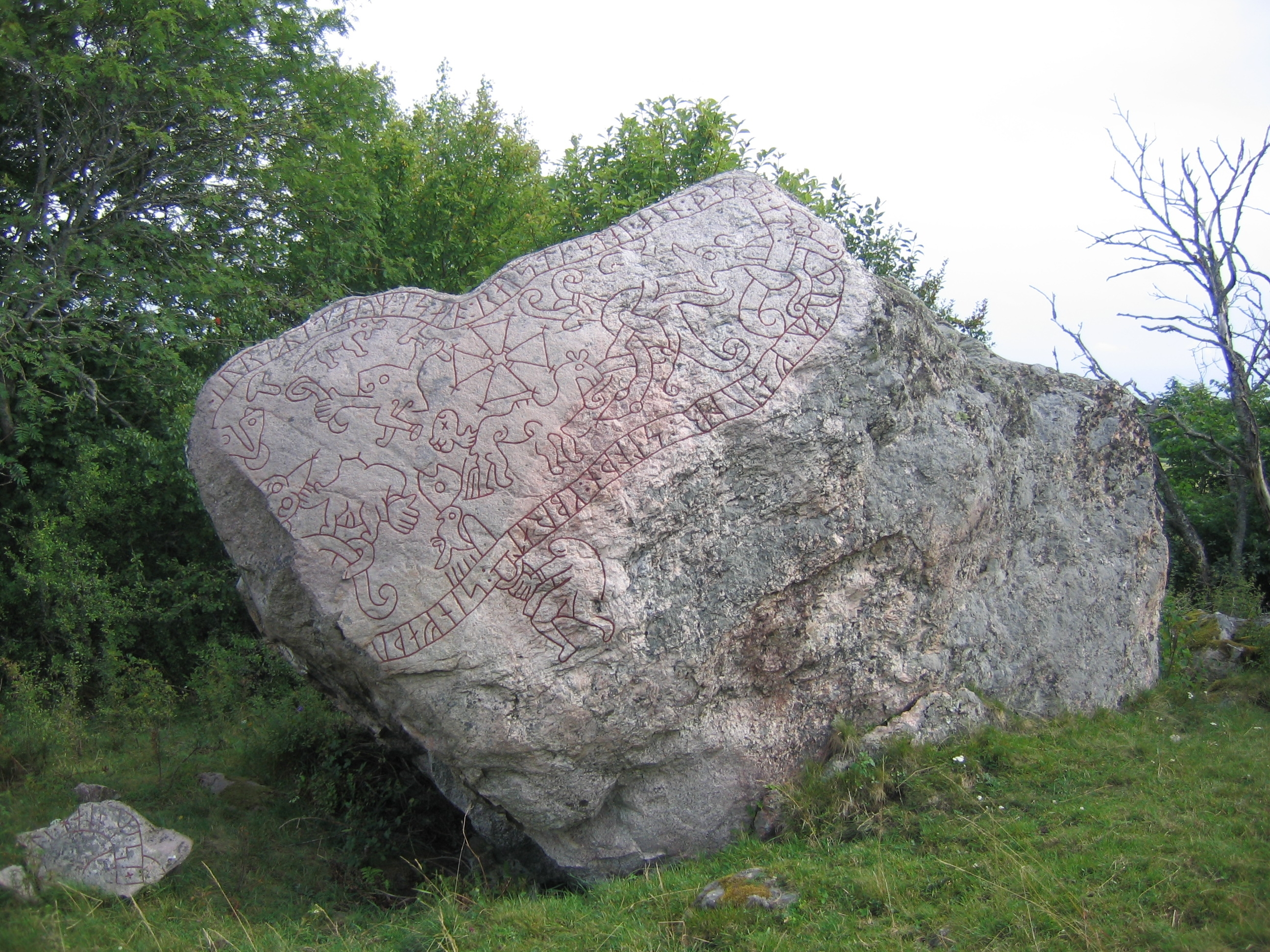
ルーン石碑

ルーン石碑の多くは文学的な目的よりも実用的な目的を持つもので、従って主に歴史学者や文献学者の関心の対象である。また、いくつかのルーン石碑は魔術や呪術の目的で使われていたものであり、碑文は本質的に意味をなす文章ではない。例外的に文学的価値を有するもっとも特筆すべきものは西暦800年ごろのレーク石碑で、レーク石碑はこれまでに知られている最長の碑文を持ち、サガや伝説のさまざまな詩句の抜粋が含まれ、頭韻法（fornyrdislag）など種々の韻律の形式によって綴られている。一般にはこれがスウェーデン文学の黎明とみなされている。

## 中世
詳しくは初期スウェーデン文学を参照。
スウェーデンのキリスト教化はスウェーデン史の大きな出来事のひとつであり、それは文学においても当然大きな衝撃を与えた。古代文学がどのような形で消えていったかを示す一例にイェーク石碑がある。イェーク石碑ではラムスンド彫刻画と同じ図像が用いられているが、キリスト教の十字架が加えられ、また画像の融合により、絵が本来表していた物語の論理性が完全に歪曲されている。どのような理由があったにせよ、イェーク石碑は、キリスト教化の時期に非キリスト教の英雄神話がいかに埋没していったかを映し出している。
その後スウェーデンでは文学的規範を外国文献に求めることになる。1200年までにキリスト教はスウェーデンに定着し、中世ヨーロッパの文化がスウェーデンにも出現した。筆記法を習得したのは限られた少数であり、記録された文献となるとほぼ皆無だった。完全な形で発見されている最古の写本は14世紀前半にラテン語で書かれたもので、スウェーデン語で書かれた最も古い完全な形の書物は14世紀後半のものである。
教育は多くカトリック教会で行われたため、この時期の文献は主に神学もしくは聖職に関するものである。残る文献の多くは法律文書である。

## 16世紀・17世紀
詳しくはスウェーデンにおける宗教改革期・ルネサンス期の文学を参照。

### 宗教改革期の文学
スウェーデンにおける宗教改革期の文学は1526年から1658年の間に書かれた文学と考えられる。しかし、この時期は文学的観点からは高く評価されず、文学の発達の点では後退であると一般には考えられている。その主な理由はグスタフ1世が、あらゆる出版物を統制し、検閲しようとしたためで、その結果として聖書とわずかな宗教的な作品のみが出版されるにとどまった。同時期にカトリックの修道院では略奪がおきたり、カトリックの本が燃やされたりした。王は高等教育の再興に重きを置かなかったため、ウプサラ大学(1477年に創設された北欧最古の大学)は衰退するに任された。
この時期は比較的少数の作家が存在した。教会の聖職者の影響力は大きく低下したものの、市民はまだほとんど力を持っていなかった。1520年代の宗教改革は司祭からその政治的・経済的権力の大半を奪った。高等教育を求めるスウェーデン人は多くの場合、国外のロストック大学（University of Rostock）やヴィッテンベルク大学に遊学を余儀なくされた。
宗教改革期には文学の他に、ある重要な思想的運動が起こった。スウェーデンの古代史を称揚するゴート起源説である。
この時期はスウェーデン文化に対する寄与こそ小さかったものの、少なくとも将来の発展のためには貴重な基礎を与えた。そのもっとも重要なものとして、1541年に行われた「グスタフ1世聖書」と呼ばれるスウェーデン語への翻訳聖書があり、これはスウェーデンに初めて統一的な言語をもたらした。次いで重要なものに印刷機の導入があり、それまで書物に接することのなかった人々に文学を普及させることになった。

### ルネサンス文学

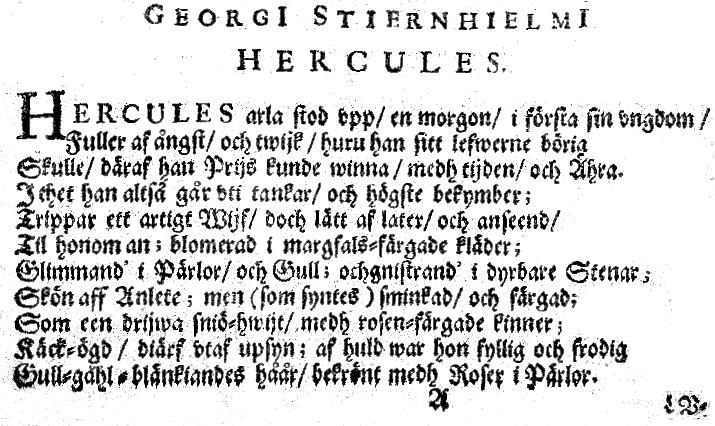
ヘクサメトロスによる詩Herculesの最初のページ, ゲオルク・シェルンイェルムによる。1658年

スウェーデン史における1630年から1718年までの時期はバルト帝国時代と呼ばれる。その一部は文学史上の独立時代とも重なる。スウェーデン文学の伝統はバルト帝国時代から始まったと考えられている。
ルネサンス文学は1658年から1732年までの時期と考えられている。1658年にゲオルク・シェルンイェルムGeorg Stiernhielmがスウェーデン語で最初のヘクサメトロス（六歩格）による詩「ヘルクレス」を書いた。
スウェーデンが列強の仲間入りを果たすと、力強い中産階級の文化が花開いた。宗教改革の時代と違い、学問は単に神学のような教会における研究にとどまらなくなった。この時代には、当時の先進国すなわちドイツ、フランス、オランダ、イタリアから大きな影響を受けた。スウェーデン最初の詩人と呼ばれることになるゲオルク・シェルンイェルムが、キリスト教学よりも古代哲学に親しんでいたことは象徴的である。
ゴート起源説も勢いを増し、バルト帝国時代には文学上の一範型にまで発展した。その目的は、スウェーデンは生来の大国だとする思想を強化することにあった。

## 18世紀
詳しくはスウェーデンの啓蒙文学を参照。

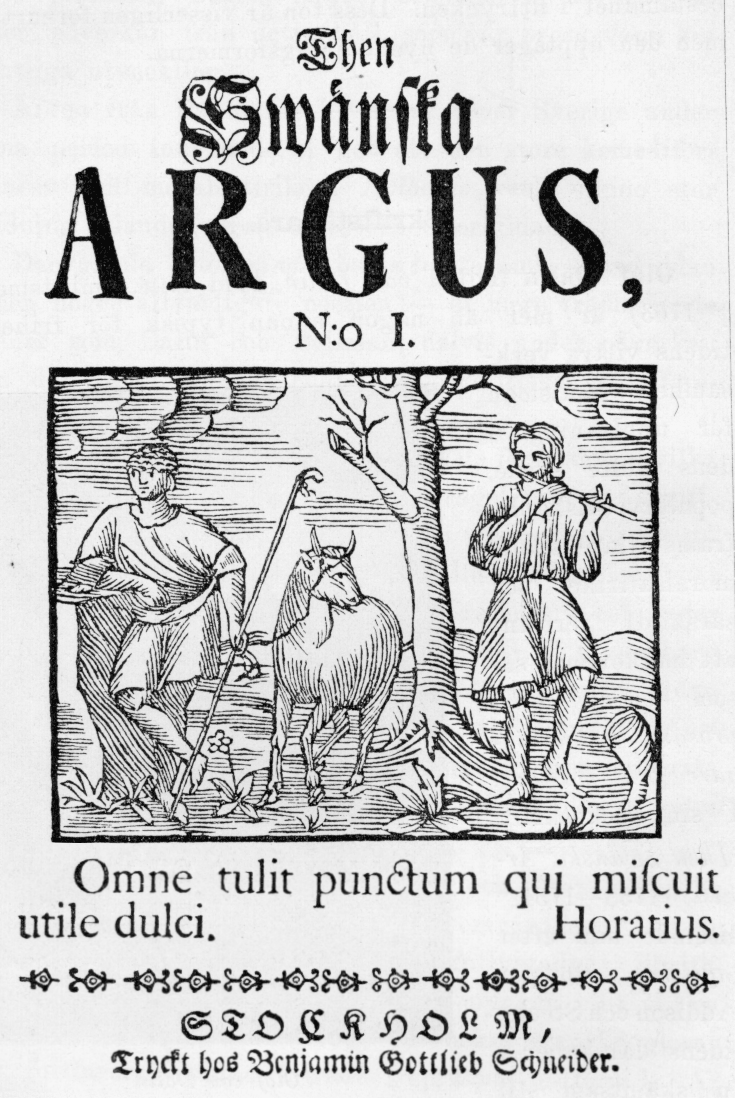
Then Svenska Argusの表紙。1732年

18世紀はスウェーデンにおける文学と科学の黄金時代とされる。この時代はそれ以前と比べて作家も文学もより高水準のものが現れた。その鍵となった要因は、「自由の時代」（Frihetstiden、1712年-1772年）と呼ばれる政治史上の時期と、1766年にスウェーデンにおいて初めて報道の自由が規定されたことである(スウェーデンの憲法を参照)。これは大衆文学に劇的な変革をもたらすことになった。
言うまでもなく、スウェーデンの文化生活に活気を与えた推進力はヨーロッパ啓蒙時代に端を発する。感化の主な流れはドイツやイギリス、フランスから出ており、その影響はスウェーデン文学に反映されている。スウェーデン語はフランス語からの借用によって語彙を豊かにし、自由主義的思想はイギリスに範を取っている。
スウェーデン文学は1750年前後にその地歩を固めた。またこの時期から近代後期スウェーデン語(1750年-1880年頃)とよばれる言語区分が始まったと考えられている。この時期の初期の傑作はOlof von Dalinの作品群で、特に、ジョセフ・アディソンのThe Spectatorにならって編集された週刊雑誌Then Swanska Argusである。Dalinはスウェーデンの文化と歴史を、過去に例がないほどふんだんに風刺や皮肉を込めた言葉使いで描写した。1730年代・1740年代のDalinはスウェーデン文学界の最も輝ける星として他の追随を許していない。17世紀の詩文の技巧とは対照的に、Dalinはスウェーデン語を実用的な方向へ洗練させ、大衆を読者とし大衆に受け入れられた最初の人物であった。
18世紀にはスウェーデン語が好まれラテン語が用いられる機会は急速に減った。直接大衆に向けて本を書いた最初の作家の一人に、世界的に知られる植物学者カール・フォン・リンネ(1707年-1778年)がいる。18世紀後半の重要な人物には、ともに詩人のJohan Henric Kellgren(1751年-1795年)とカール・ミカエル・ベルマン（1740年-1795年）がいる。

## 19世紀

### ロマン主義
詳しくはスウェーデンのロマン主義文学を参照。

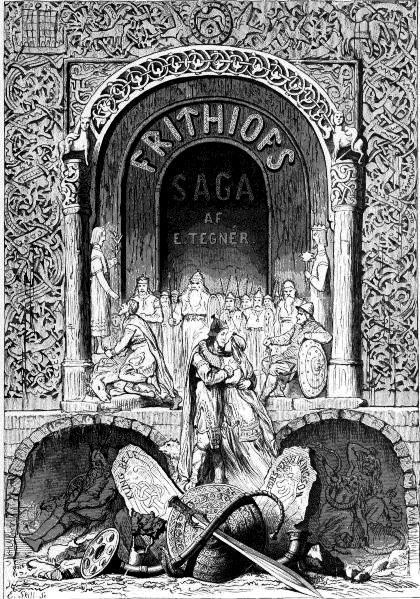
エサイアス・テングネールのFrithiof's Sagaの表紙のイラスト。(1876年出版)

ヨーロッパ史ではおおよそ1805年-1840年の間をロマン主義の時代としている。ドイツからの影響により、ロマン主義はスウェーデンにも大きな感化を与えた。この比較的短い期間に多くの偉大なスウェーデン詩人が生まれ、この時代はスウェーデン詩の黄金時代と呼ばれている。スウェーデン詩の黄金時代は、18世紀の文学に異を唱えたいくつかの定期刊行物が発刊された1810年前後から始まる。重要な団体に1811年に設立されたGötiska förbundetがあり、同団体の定期刊行物Idunaはゴート起源説をロマン主義的に回顧している。
ひとつの重要な理由として幾人かの詩人が初めて大衆に向けて詩作を行ったことがある。ロマン主義運動に重要な寄与をした主要な詩人は、歴史学の教授のErik Gustaf Geijer、孤高の生涯を送ったErik Johan Stagnelius、ギリシア語の教授エサイアス・テングネール、美学と哲学の教授であるペール・ダニエル・アマデウス・アッテルブムの4人である。

### 初期自由主義
1835年-1879年はスウェーデン史における初期自由主義時代と呼ばれる。ロマン主義は多くの者にとって、その形式主義の誇張や過重性が鼻につくようになった。スウェーデンで最初の舌鋒鋭いリベラル新聞Aftonbladetは1830年に創刊された。この新聞は同時代の事件に対するリベラルな見解と批評とによりすぐにスウェーデンの有力新聞となった。同紙は簡明な言葉遣いによって、文学をより現実的な方向へと向かわせる役割を担った。
専門家らが19世紀のスウェーデンで最も傑出した天才と認めるであろう作家にカール・ヨーナス・ラブ・アルムクヴィストがいる。1838年以降アルムクヴィストは、結婚制度と聖職制度を攻撃する社会的・政治的に急進的な小説を続けて出版した。アルムクヴィストの着想はいまなお読者の興味を引くもので、特に小説Det går an（1839年）は、時代が下った2004年にドイツでベストセラーとなった。

## 自然主義あるいは写実主義
詳しくは、スウェーデンの写実主義を参照。

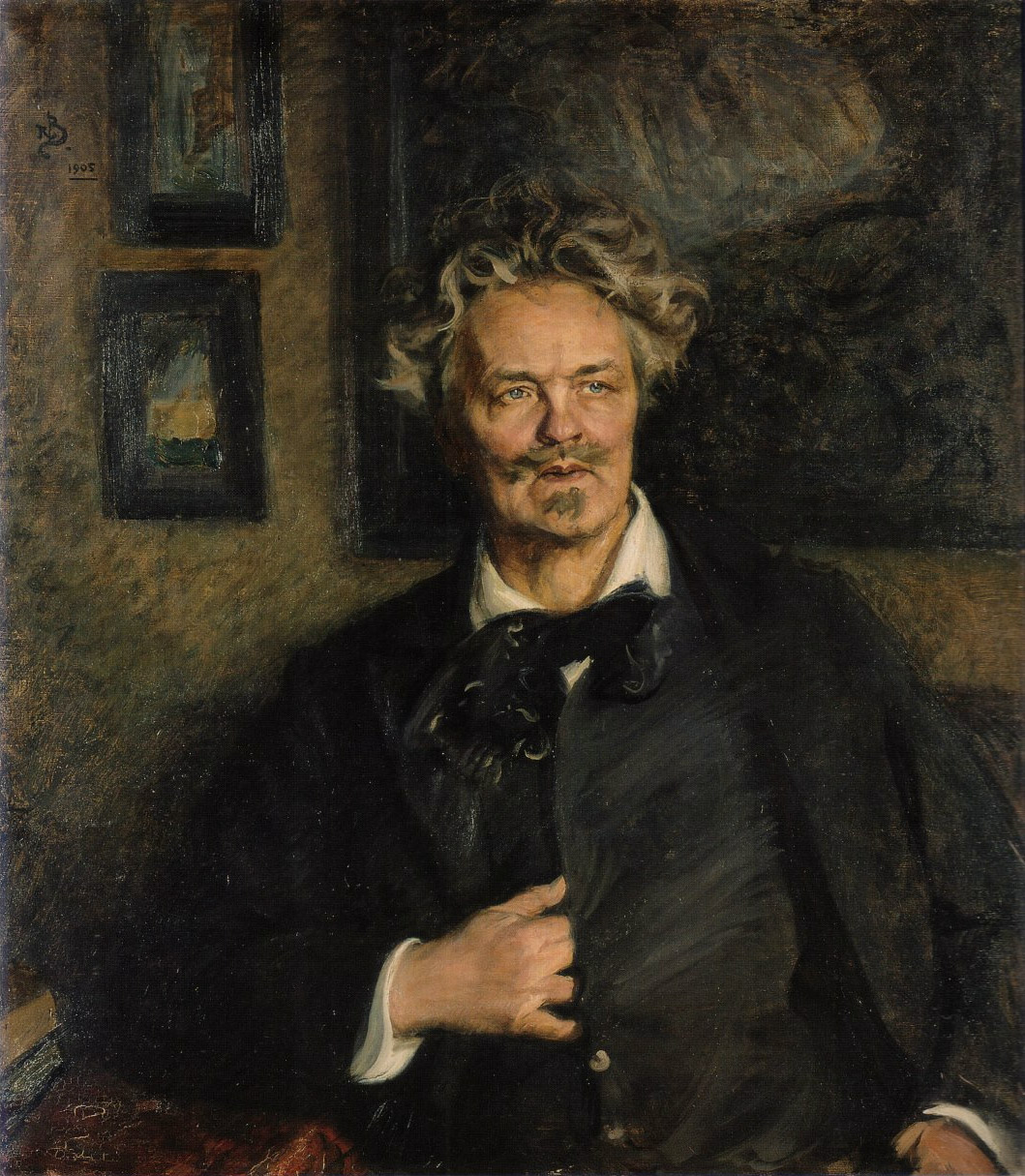
ストリンドベリ。Richard Berghによる。1906年

1880年-1900年の間の文学は自然主義とも呼ばれるが、スウェーデンでは1880年以降の時期を写実主義(リアリズム)と呼ぶ。これは、ひとつには1880年代に社会派リアリズムに強い焦点があてられたこと、さらに1890年代は「90年代詩人」の時代でもあることによる。
19世紀後半から20世紀前半にかけて、スカンジナビア文学は初めて世界文学にその刻印を刻むことになった。スウェーデンの作家ではヨハン・アウグスト・ストリンドベリがその代表格で、Ola Hansson、セルマ・ラーゲルレーヴ、Victoria Benedictssonも広く認識された。
スウェーデンにおける写実主義の急展開は1879年に起きた。同年、ヨハン・アウグスト・ストリンドベリが『赤い部屋』(Röda Rummet)を出版する。これは政界・学術界・思想界・宗教界を徹底的に攻撃した風刺小説であった。
ヨハン・アウグスト・ストリンドベリは、劇作と散文で世界的に有名な作家となり、その並外れた才能と晦渋な知性で知られた。ストリンドベリは、ストックホルムで死去するまで本や戯曲を書きつづけた。

### 90年代詩人
スウェーデンの1890年代では、1880年代の社会派リアリズム文学に対する反動としての新ロマン主義的な詩文が注目される。最初に出現した文学上の主要人物がヴェルネル・フォン・ヘイデンスタム(1859年-1940年)で、その文壇デビューは1888年の詩集Vallfart och vandringsår（『巡礼と遍歴の歳月』）である。
セルマ・ラーゲルレーヴは、1890年代の最も輝ける星と言ってよいだろう。その影響は現代まで続いている。ラーゲルレーヴの2大作品は、多くの言語に翻訳された『ニルスのふしぎな旅』(Nils Holgerssons underbara resa genom Sverige、1906年-1907年)と『イェスタ・ベルリング物語』（Gösta Berlings saga、1891年）であるが、他にも評価の高い作品を書いている。ラーゲルレーヴは、主としてその語りの巧みさにより1909年にノーベル文学賞を受賞した。

## 20世紀

### モダニズム
詳しくは、スウェーデン文学におけるモダニズムを参照。
1910年代には、いくつかの批評論文を発表し、多くの保守的な価値観と戦った老ストリンドベリの手で新たな文学の時代が幕を開けた。社会民主主義が登場して大規模なストライキが発生し、時代の風は社会改革の方向へと吹いた。
1910年代に文学の表現形態として優位に立ったのは小説であった。最初期の小説家にはヤルマール・セーデルベリィ(Hjalmar Söderberg)(1869年-1941年)がいる。セーデルベリィはいくらかシニカルに、時としてニーチェ風の色彩で、幻滅やペシミズムを描いた。1901年には『マルティン・ビルクの青春』を発表した。それは、多くの人物によって文学的な質の高さを評価されたが、それよりもはるかに大きな特徴はそのストックホルムの描写であった。それは、それまで書かれたものの中で最も優れたストックホルムの叙述と広く認められている。しかしセーデルベリィのもっとも評価の高い作品は、その後に出た復讐とロマンスの物語『グラース博士』(1905)で、スウェーデンのあらゆる小説の中で最高かつ完成度の高い作品と考える者もいる。例えばマーガレット・アトウッドは『グラース博士』をこう評している。「19世紀と20世紀の時代の狭間に現れながら、しかし、この小説が開いた扉は、その後ずっと閉ざされることがない」

### プロレタリア文学
スウェーデンの農業には、英米の実物賃金制度truck systemと似た、生産物や家などの現物支給のみを受けるスタータレstatareと呼ばれる農業労働者制度が存在した。この制度の下で暮らし、しかも知的な業績を残した数少ない人物に、作家のIvar Lo-Johansson、Moa Martinson、Jan Fridegårdがいる。これら各作家の作品はスタータレ制度の廃止に重要な役割を果たした。
第二次世界大戦後に名声を得た著名なプロレタリア作家にヴィルヘルム・ムーベリ（モーベリ）Vilhelm Moberg(1898年-1973年)がいる。ムーベリは多く一般庶民、特に小作農の生活を書いた。ムーベリの記念碑的作品は、戦後すぐに出版された、北アメリカへのスウェーデン人移民を描いた4部からなる連作『移民者たち』Utvandrarserien(1949年-1959年)である。この作品でムーベリは、19世紀に新世界へ移住した男女が体験した多くの苦闘や困難をラブロマンスの形で描いた。

### 児童文学
詳しくは、スウェーデンの児童文学を参照。
1930年代には子どもたちが求めているものについて、それまでとは違ったとらえかたがなされるようになった。その具体的な表れが、第二次世界大戦後すぐの1945年、アストリッド・リンドグレーンが発表した『長くつ下のピッピ』である。ピッピの反抗的な振る舞いは、はじめ一部の文化的保守主義者らの反発を引き起こしたが、最終的にピッピは受け入れられ、児童文学は道徳を植え付けるという義務から解放されることになった。
アストリッド・リンドグレーンは児童書のベストセラーを多数書き続け、ついには全ジャンルを通じてもっとも人気の高いスウェーデン作家となり、世界中で1億部が出版され、80を超える言語に翻訳された。他の多くの本でもリンドグレーンは、子どもの考えや価値観をとてもよく理解していることを示した。たとえば『はるかな国の兄弟』(Bröderna Lejonhjärta)では勇気の物語であると同時に死を取り扱っており、『ミオよわたしのミオ』(Mio, min Mio)は、友情についてのおとぎ話である。しかし、リンドグレーンのすべての作品に深いメッセージがあるわけではない。3巻からなる『やねの上のカールソン』(Karlsson på taket、1955年、1962年、1968年)は、背中にプロペラを付けた小さくふとっちょでいたずら好きの男が少年と友達になる話である。12巻からなる『エーミル』シリーズ(Emil i Lönneberga)は、1900年代初期のスモーランド地方の田舎に住む少年が、いたずらによって絶えずトラブルを巻き起こすが、のちには信頼される有能な人物となり、地方議会の議長にまでなる話である。
リンドグレーン以外の、スウェーデン文学の数少ないファンタジー作家の一人に、スウェーデン語で『ムーミン』を書いたフィンランドの作家トーベ・ヤンソン(1914年-2001年)がいる。ムーミンは、経済的にも政治的にも独立した国で、どんな物質的な不安もない生活を送っているトロールである。ムーミンは多くの国の人々の心を捉え、ヤンソンの本は30を超える言語に翻訳されている。

### 探偵小説(推理小説)
第二次世界大戦前のスウェーデンの探偵小説はイギリスとアメリカの小説を手本にしていたが、第二次世界大戦後、独自の進化を見せる。1960年代にマイ・シェーヴァル（Maj Sjöwall）(1935年-)とペール・ヴァーレー（Per Wahlöö）(1926年-1975年)の合作による国際的に賞賛された探偵小説「マルティン・ベック」シリーズが書かれ、他の作家もこれに続いた。
推理小説で最も成功したのはヘニング・マンケルの「クルト・ヴァランダー」シリーズである。同シリーズは37の言語に翻訳され、特にスウェーデンとドイツでベストセラーになった。マンケルの推理小説は、移民や人種差別、ネオナチズムなどがスウェーデンのリベラル文化にいかに影響したかを検証するもので、その社会学的なテーマは広く称賛を集めている。多数の作品が3度にわたって映像化されており、2度はスウェーデンの会社によるシリーズ、直近のものはKenneth Branagh主演の英語版のシリーズである。マンケルは他にも、マプト市で遺棄されたストリートチルドレンについて書いたComédia Infantil（1995年）など、いくつもの評価の高い本を書いている。
そのほか海外、特にドイツで人気のあるスウェーデンの推理作家には、リサ・マークルンド(1962年-)、ホーカン・ネッセル(1950年-)、オーサ・ラーソン、Arne Dahl、Leif G. W. Persson、ヨハン・テオリン、カミラ・レックバリ、Mari Jungstedt、Åke Edwardsonらがいる。近年では故スティーグ・ラーソンが『ミレニアム』で世界的なセンセーションを巻き起こした。
スパイ小説のジャンルでもっとも成功した作家はヤン・ギィユー(1944年-)で、『カール・ハミルトン』シリーズがベストセラーになっており、シリーズの多くの作品が映像化されている。ギィユーの他の作品のうち最も特筆すべき2作は、テンプル騎士団の一員「アルン・マグヌッソン」シリーズと、隠喩的なタイトルを持つ半自伝的小説「Ondskan」(「悪魔」の意。邦訳タイトルは『エリックの青春』)である。

### バラッド
詳しくはスウェーデンのバラッドの伝統を参照。
スウェーデンのバラッドの伝統は18世紀後半のカール・ミカエル・ベルマンより始まる。19世紀には、詩を基にした作曲は、大学の学生合唱隊の盛り上がりとともに下火となったが、1890年代に再度復活し、詩人の詩に合わせて音楽を作曲し、より多くの聴衆に披露する伝統はますます盛んになった。1900年代の初頭、90年代詩人のGustaf Frödingとエリク・アクセル・カールフェル（Erik Axel Karlfeldt）の多くの詩に音楽がつけられた。これら詩人の人気は多く吟遊詩人の活動が担っていた。
おそらく20世紀のスウェーデンの吟遊詩人の中で最も声望がある人物はEvert Taube(1890年-1976年)である。Taubeは芸人として1920年に身を立て、約30年間の間、スウェーデンを回った。水夫の歌や、アルゼンチンについてのバラードや、スウェーデンの田舎についての歌などがよく知られる。
1962年からその死まで最も高く評価されたスウェーデンの伝統的バラッドにおけるシンガーソングライターは、オランダからの移民であるCornelis Vreeswijk(1937年-1987年)である。Vreeswijkの歌のいくつかは左派的なプロテストソングで、社会の敗残者の気持ちを代弁しようとするものであったが、自身はプロテストシンガーと呼ばれることを嫌った。Vreeswijkの音楽世界はそれよりもはるかに幅の広いもので、豊穣なスウェーデン文学から大きな影響を受けている。Vreeswijkは、死後その詩才についても高い評価を得た。

### 詩
詳しくはスウェーデンの近代詩を参照。
1930年代から40年代の詩はモダニズムの観念に影響を受けている。際立った特徴としては、文学的実験や、さまざまなスタイル、それも通常は韻や韻律のない自由な詩句の試作に意欲を見せたことなどがある。
短期間のうちにモダニストの第一人者となったのはHjalmar Gullberg(1898年-1961年)である。Andliga övningar（『霊的実践』、1932年） など、神秘的でキリスト教の影響を受けた多くの詩集を書いた。1942年-1952年の間に詩作を休止した後、1950年代に新しいスタイルをともなって再登場した。一見無神論的にみえる詩は若い世代に影響を与えた。
Gunnar Ekelöf(1907年-1968年)は、虚無的な最初の詩集Sent på jorden （1932年）によってスウェーデン最初のシュルレアリスム詩人とされているが、この作品を理解する同時代人は少なかった。しかしエケレフはのちにロマン主義の方向へ向かい、第2詩集Dedikationen （1934年）により、広く受容されるようになった。エケレフは老年になるまで書き続け、スウェーデン詩壇の支配的な地位を保ちつづけた。そのスタイルは象徴的表現により重々しく、謎めいていると同時に苦悩に満ち冷笑的であるといわれる。
もうひとりの重要なモダニスト詩人はハリー・マーティンソン(1904年-1978年)である。ハリー・マーティンソンは、カール・フォン・リンネの精神を受け継ぎ、自然に対する比類のない感覚を持っていた。同世代の詩人と同様、マーティンソンも韻や音節数に拘束されない自由な詩文を書いた。小説も書いており、古典的な作品として半自伝的なNässlorna blomma（1935年）があるが、マーティンソンのもっとも優れた小説は宇宙をさまよう宇宙船の物語Aniara（1956年）である。
おそらく20世紀の最も有名なスウェーデン詩人はトーマス・トランストロンメル(1931年-)であろう。その詩はキリスト教の神秘主義を特徴とし、夢と現実、形而下と形而上のあわいを行き来する。同時に60年代には歴史的アバンギャルドに影響された強力なトラディションが発展し、スウェーデンの具象詩運動は当時の実験詩における世界三大運動のひとつになった。代表的存在としてÖyvind Fahlström(1954年にHätila ragulpr på fåtskliabenというおそらく世界初の具象詩宣言を発表)、Åke Hodell、Bengt Emil Johnson、Leif Nylénがいる。実験的な60年代に対するリアクションとして70年代はアメリカからビート・トラディションを取り入れ、継続的なアバンギャルトの活動により小規模な文芸雑誌への詩の発表、現代スウェーデンの代表的詩人Bruno K. Öijerを生んだステンシルアート運動、さらにはアントナン・アルトーの「残酷劇」、ロックンロール、前衛パフォーマンスに影響を受けたソングパフォーマンスが進化した。
Dan Andersson(1888年4月6日、スウェーデンのダーラナ地方Grangärde教区(現在のLudvika自治区)Skattlösbergに生まれ。1920年9月16日ストックホルムで死去)は、スウェーデンの作家で詩人であり、自身の詩のいくつかを歌にした。Anderssonは、音楽家のGunnar Turessonの姉で小学校教師のOlga Turessonと1918年に結婚した。しばしばBlack Jimというペンネームを使っている。Anderssonはスウェーデンのプロレタリア作家に分類されることがあるが、業績は一ジャンルに留まるものではない。

### 戯曲
劇作家は第二次世界大戦後に現れた。1950年代はレビューが人気で、この時代の著名人にはコメディアンのPovel RamelとKar de Mummaがいる。二人組のコンビHasseåtageは1962年にコメディの世界に入って20年間スウェーデンのレビュー界の重要人物となり、ラジオ、テレビ、映画界を席巻した。
1960年代後半には伝統的なものから外れたより自由な演劇が登場した。劇場は大衆趣味の場を超えるものとなった。1970年代と1980年代の特筆すべき劇作家はLars Norén(1944年-)とPer Olov Enquist(1934年-)の二人である。

### ポップミュージックの歌詞における文学
スウェーデンのポップミュージックの歌詞における文学期は、1960年代にイギリスやアメリカのアーティストに影響されて始まった。当初、スウェーデンのポップミュージックにおける文学性はほぼ外国のポップミュージックの模倣にすぎなかった。自立した動きがみられるのは1970年代以降である。この10年間に若者の音楽の草の根運動が前例のないほど人気を集め、まだ無名の新人アーティストが音楽を発表していく可能性が開けた。こうしたバンドは、一般的な政治的メッセージをしばしば提示するため、Progg(progressive(革新的な)の略)と分類されている。現実にはほとんどのProggアーティストが何ら価値あるものを生み出せなかった一方で、いくつかの目立つグループも出現した。Nationalteaternは音楽グループであるだけでなくシアター・パフォーマーでもある点で重要である。Hoola Bandoola Bandに所属する才能ある左派系アーティストMikael Wiehe(1946年-)は、質の高いプロレタリア的な歌詞を書き、スウェーデンのバラード作詞に革新を巻き起こした。
1970年代の反逆児のひとりに、ロックンロールの草の根運動に見切りをつけたUlf Lundell(1949年-)がいる。1976年にLundellはデビュー小説『Jack』で文壇に殴りこみをかけた。このビートニク小説は、この世代全体を代表する作品となった。批評家には好印象を与えなかったが、小説は売上げを伸ばし、いまなお多くの人に読みつがれている。

### フィンランド
スウェーデン語はフィンランドの公用語のひとつで、人口のおおよそ5.6％が母語としている。そのためスウェーデン文学はフィンランドにもかなりの数の読者を持つ。よく知られたフィンランドのスウェーデン語作家には、ボ・カルペラン、Christer Kihlman、トーベ・ヤンソンがいる。ヤンソンはおそらく子供向けの「ムーミン」で最もよく知られているが、そのほかにも、大人向けの小説や短編小説を書いており、その中には1972年のSommarboken（「少女ソフィアの夏」）がある。
そのような文学を代表する文化組織が「フィンランド・スウェーデン文学協会」で、同協会は「フィンランドにおけるスウェーデン文学、スウェーデン文化、スウェーデン研究のための多様で未来志向の文化団体」と自己規定している。協会はまた、国際的な株式債券市場で活発に投資を行っており、フィンランドの国益保護のため、最近ではスウェーデンの投資家の進出に反対している。協会のこのような姿勢は、汎北欧的な文学評価プロジェクトに関わっている協会メンバーの間にいくらかの軋轢を引き起こしている。

## ノーベル文学賞受賞者
スウェーデンのノーベル文学賞受賞者は以下の通りである。
- セルマ・ラーゲルレーヴ（1909年） - 「その著作を特徴付ける崇高な理想主義、生気溢れる想像力、精神性の認識を称えて」[31]
- ヴェルネル・フォン・ヘイデンスタム（1916年） - 「我々の文学における新時代を率先的に代表する者としての重要性を認めて」[54]
- エリク・アクセル・カールフェルト（1931年） - 「エリク・アクセル・カールフェルトの詩に対して」[55]。受賞演説での言葉「この詩人を祝福するのは、スウェーデン人が自分たち自身のものと好んで考える様式と真率さにおいて、この詩人がスウェーデン人の性格を代表しているからこそであり、この地の人々が受け継いできた伝統が持つ非凡な力と素晴らしい魅力とによって、松に覆われた山が囲むこの国土に対し我らが抱く感性の礎となっているあらゆる貴重な特質を歌い上げたからこそである、とスウェーデン人は言ってくださることでしょう」[56]
- ペール・ラーゲルクヴィスト（1951年） - 「人類が直面する永遠の課題に対し詩作により解を探ろうと試みる芸術的活力と真の意味での精神的自立に対して」[57]
- エイヴィンド・ユーンソン（1974年） - 「各地域および各時代を俯瞰しつつ自由のために奉仕する語りの技法に対して」[58]
- ハリー・マーティンソン（1974年） - 「露のひとしずくを捉えて宇宙を映し出す作品群に対して」[58]
- トーマス・トランストロンメル（2011年） - 「稠密で透光性のあるイメージを通じて、読者に現実への斬新な道筋を与えたこと」[59]

## 20世紀スウェーデン主要文学一覧
| 1997年に図書館専門雑誌 Biblioteket i fokusが20世紀の主要なスウェーデン文学を選ぶ投票を行った。2万7千人が投票し100冊の本の一覧ができあがった。うち上位20位までを以下に記す 1. Vilhelm Moberg（ヴィルヘルム・ムーベリ）, Emigrants（移民者たち）シリーズ, 1949–59 2. アストリッド・リンドグレーン『長くつ下のピッピ』 1945 3. アストリッド・リンドグレーン, Bröderna Lejonhjärta（はるかな国の兄弟）, 1973 4. Per Anders Fogelström（パール・アンデシュ・フォーゲルストレム）, Stad (街) シリーズ, 1960–1968 5. セルマ・ラーゲルレーヴ『ニルスのふしぎな旅』 1906–07 6. アストリッド・リンドグレーン, Emil i Lönneberga （エーミル）, 1963 7. Frans G. Bengtsson（フランス・ベンツォン）, Röde Orm（長い船団）, 1941–45 8. アストリッド・リンドグレーン, Mio, min Mio (ミオよ、わたしのミオ), 1954 9. アストリッド・リンドグレーン, Ronja Rövardotter (山賊のむすめローニャ), 1981 10. Göran Tunström（ヨーラン・トゥンストレム）, Juloratoriet（クリスマス・オラトリオ）, 1983 11. セルマ・ラーゲルレーヴ, Jerusalem（エルサレム）, 1901–02 12. ハリー・マーティンソン, Aniara（アニアーラ）, 1956 13. マリアンネ・フレデリクセン, Simon och ekarna (シーモンとオークの木), 1985 14. Kerstin Ekman（シャスティン・エークマン）, Händelser vid vatten (白い沈黙), 1993 15. ヤン・ギィユー, Ondskan（エリックの青春）, 1981 16. Ulf Lundell（ウルフ・ルンデル）, Jack, 1976 17. Hjalmar Söderberg（ヤルマール・セーデルベリ）, Den allvarsamma leken（まじめな遊び）, 1912 18. Moa Martinson（モア・マーティンソン）, Mor gifter sig, 1936 19. Jonas Gardell（ヨナス・ガーデル）, En komikers uppväxt, 1992 20. Anders Jacobsson and Sören Olsson, Berts universum, 1987- | 1998年にスウェーデン・テレビの番組Röda rummetで20世紀の主要なスウェーデン文学を選ぶ投票が行われた。1万7千人が投票し100冊の本の一覧ができあがった。うち上位20位までを以下に記す 1. Vilhelm Moberg（ヴィルヘルム・ムーベリ）, Emigrants（移民者たち）シリーズ 2. ハリー・マーティンソン, Aniara（アニアーラ） 3. Frans G. Bengtsson（フランス・ベンツォン）, Röde Orm（長い船団） 4. アストリッド・リンドグレーン『長くつ下のピッピ』 5. Per Anders Fogelström（パール・アンデシュ・フォーゲルストレム）, Stad (街) シリーズ 6. セルマ・ラーゲルレーヴ『ニルスのふしぎな旅』 7. セルマ・ラーゲルレーヴ, Kejsaren av Portugallien（ポルトガリヤの皇帝さん） 8. Hjalmar Söderberg（ヤルマール・セーデルベリ）, Den allvarsamma leken（まじめな遊び） 9. セルマ・ラーゲルレーヴ, Jerusalem（エルサレム） 10. エイヴィンド・ユーンソン, Hans nådes tid, 1960 11. Vilhelm Moberg（ヴィルヘルム・ムーベリ）, Din stund på jorden（この世のときを） 12. Göran Tunström（ヨーラン・トゥンストレム）, Juloratoriet（クリスマス・オラトリオ） 13. アストリッド・リンドグレーン, Bröderna Lejonhjärta（はるかな国の兄弟）, 1973 14. エイヴィンド・ユーンソン, Strändernas svall (暗い歳月の流れに), 1946 15. ハリー・マーティンソン, Nässlorna blomma, 1935 16. Hjalmar Söderberg（ヤルマール・セーデルベリ）, Doktor Glas (グラース博士), 1905 17. Anders Jacobsson and Sören Olsson, Berts universum 18. ハリー・マーティンソン, Vägen till Klockrike, 1948 19. アストリッド・リンドグレーン, Emil i Lönneberga （エーミル）, 1963 20. Vilhelm Moberg（ヴィルヘルム・ムーベリ）, Rid i natt, 1941 |